# Bing Krozbi
Hari Lilis Krozbi Mlađi (engl. Harry Lillis Crosby Jr.; Takoma, 3. maj 1903 — Madrid, 14. oktobar 1977) bio je američki pevač i filmski glumac. Kao prva multimedijska zvezda, Krozbi je bio vodeća ličnost u pogledu prodaje ploča, radio rejtinga, i filmskih zarada od 1931 do 1954.‍:8 Njegova rana karijera se podurara sa izumima kao što je mikrofon. To mu je omogućilo da razvije intimni stil pevanja koji je uticao na mnoge muške pevače koji su mu sledili, uključujući Perija Koma, Frenka Sinatru, Dika Hejmsa, i Dina Martina. Prema Yank magazinu on je bio osoba koja je najviše učinila za moral američkih vojnika tokom Drugog svetskog rata. Godine 1948, američke ankete su ga deklarisale „najviše obožavanim živim čovekom”, ispred Džekija Robinsona i Pape Pija XII.‍:6 Isto tako 1948. godine, Music Digest je procenio da su njegovi snimci ispunili više od polovine 80.000 nedeljnih časova alociranih za snimljenu radio muziku.
Svetsku popularnost stekao je u muzičkim filmovima „Carski valcer” i „Najveći pevač Amerike”. Oskarom je nagrađen za ulogu u filmu „Idući svojim putem” 1944. godine. Tvorac je pevačkog stila koji su kasnije preuzeli Frank Sinatra i Din Martin. Pesmom „White Christmas” srušio je sve rekorde u prodaji ploča. Krozbi je takođe važna ličnost za muzičku industriju i zbog toga što je godine 1947. investirao u Ampeks, firmu koja je razvila magnetofone.

## Filmografija

### Dugometražni
- (1930)
- (1930)
- (1931)
- (1932)
- (1933)
- (1933)
- (1933)
- (1934)
- (1934)
- (1934)
- (1935)
- (1935)
- (1935)
- (1935)
- (1936)
- (1936)
- (1936)
- (1937)
- (1937)
- (1938)
- (1938)
- (1939)
- (1939)
- (1939)
- (1940)
- (1940)
- (1940)
- (1941)
- (1941)
- (1942) (Cameo)
- (1942)
- (1942)
- (1942)
- (1943)
- (1944)
- (1944) (Kameo)
- (1944)
- (1945)
- (1945)
- (1945)
- (1946)
- (1946)
- (1947)
- (1947)
- (1947)
- (1947)
- (1948)
- (1949)
- (1949)
- (1949)
- (1950)
- (1950)
- (1951)
- (1951)
- (1952)
- (1952)
- (1952)
- (1952)
- (1953)
- (1953)
- (1954)
- (1954)
- (1956)
- (1956)
- (1957) (samo glas)
- (1957)
- (1959)
- (1959)
- (1960)
- (1960)
- (1960)
- (1962)
- (1964)
- (1966) (dokumentarni film) (narator)
- (1966)
- (1972)
- (1974)

### Kratkometražni
- (1930)
- (1931)
- (1931)
- (1932)
- (1932)
- (1932)
- (1933)
- (1933)
- (1933)
- (1933)
- (1933)
- (1934)
- (1934)
- (1937)
- (1938)
- (1938)
- (1938)
- (1939)
- (1940)
- (1940)
- (1941)
- (1941)
- (1943)
- (1944)
- (1945)
- (1945)
- (1945)
- (1946)
- (1949)
- (1950)
- (1951)
- (1952)
- (1955)
- (1956) (glas)
- (1956)
- (1957)
- (1974)

## Televizija
- (1954)
- (1957)
- (1961)
- (1964—1965)
- (1965)
- (1971) (glas)
- (1971)
- (1975)
- (1976)

## Radio
- [7] (1931, CBS)
- (1931–1932, CBS),[8]
- (1932, CBS)
- [9] (1933, CBS)
- [10] (1933–1935, CBS)
- [11] (1935–1946, NBC)
- (1941–1945; Drugi svetski rat).[12]
- [13] (1946–1949, ABC)
- (1948–1950, CBS)
- [14] (1949–1952, CBS)
- [15] (1952–1954, CBS)
- [16] (CBS)
- , (CBS, VOA i AFRS),
- [17] (1957–1958, CBS)
- [18] (1960–1962, CBS)

## Diskografija
Ovo su Krozbijeve LP ploče.
- 1945
- 1953
- 1953
- 1954
- 1954
- 1955  (novo izdanje istoimenog 78rpm albuma, kasnije nazvanog White Christmas 2000. godine)
- 1956  (zajedno s Frankom Sinatrom, Grejs Keli i Louisom Armstrongom)
- 1956
- 1956
- 1957
- 1957
- 1957
- 1958
- 1958
- 1958
- 1959
- 1959
- 1960
- 1960  (zajedno s Lujom Armstrongom)
- 1960
- 1961
- 1962
- 1962
- 1963
- 1963
- 1964
- 1964
- 1964
- 1965
- 1965
- 1968
- 1968
- 1968
- 1971
- 1972
- 1975
- 1975
- 1975
- 1975
- 1976
- 1976
- 1976
- 1976
- 1977

## Literatura
- Fisher, J. (2012). Bing crosby: Through the years, volumes one-nine (1954–56). ARSC Journal, 43(1), 127–130.
- Gilliland, John (1994). Pop Chronicles the 40s: The Lively Story of Pop Music in the 40s (audiobook). ISBN 978-1-55935-147-8. OCLC 31611854.
- Grudens, Richard (2002). Bing Crosby: Crooner of the Century. Celebrity Profiles Publishing Co. ISBN 978-1-57579-248-4.
- Macfarlane, Malcolm (2001). Bing Crosby: Day by Day. Scarecrow Press, 2001.
- Osterholm, J. Roger. Bing Crosby: A Bio-Bibliography. Greenwood Press, 1994.
- Prigozy, R. & Raubicheck, W., ed. Going My Way: Bing Crosby and American Culture. The Boydell Press, 2007.
- Thomas, Bob (1977). The One and Only Bing. Grosset & Dunlap. ISBN 978-0-448-14670-6.
- Richliano, James (2002). Angels We Have Heard: The Christmas Song Stories. Chatham, New York: Star Of Bethlehem Books. ISBN 978-0-9718810-0-6. Includes a chapter on Crosby's involvement in the making of "White Christmas," and an interview with record producer Ken Barnes.
- Thomas, Nick (2011). Raised by the Stars: Interviews with 29 Children of Hollywood Actors. McFarland. ISBN 978-0-7864-6403-6. Includes an interview with Crosby's son, Harry, and daughter, Mary.

## Spoljašnje veze
Ћ
- Bing Crosby na sajtu  (jezik: engleski)
- Zvanični veb-sajt
- Bing Krozbi на веб-сајту  (језик: енглески)
- BING magazine (a publication of the ICC)
- Bing Crosby at Virtual History
- Zoot Radio, free 'Bing Crosby Broadcasts' old time radio show downloads, over 360 episodes.
- Bing Crosby Show at Outlaws Old Time Radio Corner